# Tarachidia mixta
Tarachidia mixta är en fjärilsart som beskrevs av Heinrich Benno Möschler 1890. Tarachidia mixta ingår i släktet Tarachidia och familjen nattflyn. Inga underarter finns listade i Catalogue of Life.